# María Celeste Arrarás
María Celeste Arrarás Mangual (Mayagüez; 27 de septiembre de 1960), conocida internacionalmente como María Celeste, es una periodista, escritora y presentadora de televisión puertorriqueña, ganadora de tres Premios Emmy. Fue la presentadora y directora editorial de Al rojo vivo (Telemundo). Desde agosto de 2021 trabaja para CNN en Español.
María Celeste ha sido portada más de 17 veces de la revista People en Español y ocupó la portada de la revista Newsweek, que la designó como una de las “20 mujeres más poderosas” de la próxima generación de líderes. En agosto de 2018, recibió un doctorado honoris causa de la Universidad Central de Bayamón en Puerto Rico, en reconocimiento de su ardua labor filantrópica. Su popularidad la ha convertido en una de las figuras hispanas más influyentes de las redes sociales, con millones de seguidores en todo el mundo. 
También es productora ejecutiva y guionista de "Selena's Secret", la miniserie basada en el superventas del mismo título que escribió sobre el asesinato de la cantante Selena Quintanilla.

## Primeros años y educación
María Celeste Arrarás nació en Mayagüez, Puerto Rico, hija primogénita de José Enrique Arrarás, un político, abogado y educador, y de Astrid Mangual, ama de casa y química. Arrarás cuenta con ocho hermanos, algunos de estos nacidos de las segundas nupcias de su madre y de su padre.
En 1971, ganó tres medallas (una de oro, una de plata y una de bronce) en el Campeonato de Natación de América Central y el Caribe. Calificó para competir en las Juegos Olímpicos de Verano de 1976 en Montreal, Canadá, pero no pudo competir debido a que contrajo una mononucleosis infecciosa.
En 1978, Arrarás dejó Puerto Rico para asistir a la Universidad Loyola en Nueva Orleans, Louisiana, donde se especializó en Comunicación, y de la que egresó con honores cuatro años más tarde.
En 2016, Arrarás regresó a su alma mater, para ser admitida en el "Den of Distinction" de la Facultad de Comunicación Social y ser honrada por la universidad por su carrera en televisión.

## Televisión
Arrarás inició su carrera televisiva en 1986 trabajando como presentadora de noticias y reportera en el Canal 24, la estación de televisión local de Puerto Rico. Desde ahí, la periodista viajó para cubrir importantes eventos noticiosos internacionales, como la caída de la Unión Soviética desde Moscú y Leningrado, y otros informes por los cuales recibió numerosos premios periodísticos. En 1987, la estación afiliada de Univisión en la ciudad de Nueva York la contrató como copresentadora de su noticiero local.

### Univisión (1987-2002)
Poco después de ser contratada por Univisión, Arrarás fue nombrada jefa de la oficina de Los Ángeles. En enero de 1990, cuando la cadena se muda a Miami, la periodista fue designada como presentadora nacional de la Edición Fin de Semana del Noticiero Univisión.
En 1992, Arrarás fue nombrada copresentadora, junto a Myrka Dellanos, del nuevo programa noticioso para televisión: Primer Impacto. La popularidad del programa dio lugar a una gran franquicia para Univisión que incluía "Primer Impacto Extra", "Primer Impacto Edición Nocturna" y el programa semanal "Ver Para Creer", todos ellos presentados por Arrarás y Dellanos. Arrarás continuaría manteniendo sus posiciones en ese canal hasta 2002, cuando deja a Univisión para unirse a Telemundo, la cadena rival.

### Telemundo (2002-2020)
La salida de María Celeste Arrarás de Univisión a la rival Telemundo en 2002, provocó una conmoción en la industria y fue proclamada como el inicio de una nueva era para los medios hispanos. La llegada de Arrarás coincidió con la noticia de que la adquisición por 2700 millones de dólares por parte de National Broadcasting Company (NBC) del proveedor de entretenimiento y noticias en español había recibido la aprobación del gobierno de Estados Unidos. Arrarás iba a presentar su propio programa en Telemundo, pero también ofrecería informes en inglés para Dateline, la revista noticiosa de mayor audiencia de NBC, y trabajaría como copresentadora invitada en el Today Show de NBC. La contratación entre Arrarás y la empresa conjunta Telemundo / NBC, fue vista como señal de una mayor presencia hispana en las grandes organizaciones de noticias de los medios tradicionales, y la periodista del The New York Times, Mirta Ojito, calificó al nuevo y lucrativo contrato de la popular periodista como "el primer golpe de estado de NBC en los Medios latinos ". En 2002, el mismo día en que NBC Universal adquirió Telemundo como parte de su red global, Arrarás asumió lo que es hoy su puesto actual en Telemundo, presentadora y directora editorial del programa Al Rojo Vivo con María Celeste de la cadena Telemundo.
Ha hecho varias entrevistas exclusivas como la de Yolanda Saldívar (la mujer sentenciada por asesinar a la cantante de música tejana Selena Quintanilla-Pérez), así como a celebridades y políticos.
En 2004, Arrarás fue una de las anfitrionas del debate presidencial demócrata Brown-Black, celebrado en Iowa y transmitido por MSNBC.
María Celeste también ha hecho el crossover al mercado en inglés. Desde 2002, ha participado como copresentadora invitada del programa Today, de NBC, y, según The New York Times, “el arranque por todo lo alto de Arrarás en una cadena de televisión nacional, en el lugar ocupado previamente nada menos que por [Katie] Couric, fue un hecho pionero para una presentadora de televisión con acento hispano”. La periodista también ha colaborado con distintos programas de NBC, entre ellos Dateline y Nightly News.  En la noche del debut de María Celeste como colaboradora de Dateline NBC, el programa experimentó un espectacular incremento de audiencia tanto en el grupo demográfico hispana como en el de habla inglesa.
En 2012, Arrarás se convirtió en copresentadora del Noticiero Telemundo, junto a José Díaz-Balart. En septiembre de 2014, María Celeste y su equipo de Telemundo ganaron un Emmy por su cobertura de la elección del Papa Francisco. Una fuente informativa afirmó que la incorporación de María Celeste es el último gran acontecimiento dentro de la estrategia que consolidó a “Noticiero Telemundo” como el noticiero nacional de mayor crecimiento de audiencia tanto en la televisión en español como en inglés. En 2016, Arrarás recibe su tercer Premio Emmy por “Francisco en América”, la cobertura especial de Telemundo de la histórica visita que hizo el Papa Francisco a Cuba y a los Estados Unidos, en septiembre de ese año. 
Tras pasar cuatro años al frente de Al Rojo Vivo con María Celeste y Noticiero Telemundo, Arrarás optó por dedicarse por completo a Al Rojo Vivo con María Celeste, luego de ganar su tercer Premio Emmy y extender su contrato con Telemundo por varios años.
En febrero de 2016, Arrarás participó como panelista en el debate presidencial del Partido Republicano celebrado en Houston.
En el verano de 2016, Arrarás celebró sus 30 años de carrera en la televisión y se reunió con su antigua compañera de Primer Impacto, Myrka Dellanos, para realizar una edición especial de Al Rojo Vivo en conmemoración del aniversario.  
El 5 de agosto de 2020, Telemundo despidió a María Celeste Arrarás.

## CNN en Español (2021)
Desde finales de agosto de 2021, trabaja en CNN en Español, donde conduce el programa CNN Docufilms, los domingos.

## Imagen pública
Considerada por muchos como la “Reina de la Televisión Hispana”, The New York Times ha descrito a Arrarás como “un nombre familiar en los hogares de habla hispana en todo el país, y una consentida de los medios en español, lo que la ha convertido en un rostro habitual en las portadas de revistas que le dedican artículos que van de temas tan variados como el ejercicio físico o el síndrome de la supermamá”. En 2006 apareció en la portada de Newsweek luego de que la revista la seleccionara como una de las “20 mujeres más poderosas” de la próxima generación de líderes. Posteriormente, ese mismo año, Newsweek también le dio la portada de su edición internacional especial dedicada a “Mujeres y Liderazgo”.   
Arrarás ha sido jurado del concurso Miss Universo en dos ocasiones. La primera fue en la edición 52º del evento, celebrado en junio de 2003, cuando Amelia Vega se convirtió en la primera dominicana en ser coronada. Luego, nuevamente en 2006, cuando la puertorriqueña Zuleyka Rivera fue coronada en Los Ángeles.
Arrarás vive actualmente en Miami con sus tres hijos: Julián Enrique, Lara Giuliana y Adrián Vadim. 
María Celeste es una activista comprometida con el medio ambiente y los derechos de los animales. Se ha destacado por su postura en contra de la explotación de animales, especialmente en espectáculos como rodeos, acuarios, peleas de gallos y circos. En diciembre de 2001 acudió al Congreso de Puerto Rico para abogar por la prohibición en la isla de los circos que obliguen a los animales salvajes a formar parte de sus espectáculos. Actualmente, Arrarás está trabajando junto a The Humane Society de Estados Unidos y The Humane Society Internacional en una campaña para mejorar de manera sustancial la protección de los más de 300 000 perros callejeros y un millón de gatos callejeros en Puerto Rico. 
María Celeste es también activista de Para la Naturaleza, una organización sin fines de lucro dedicada a la conservación del medio ambiente y la preservación del patrimonio histórico en Puerto Rico.
También es promotora de organizaciones como Autism Speaks, una organización que patrocina la investigación sobre el autismo y realiza actividades de sensibilización y divulgación dirigidas a familias, gobiernos y público en general.
El 2 de mayo de 2024 anunció la muerte de su pareja, Raúl Quintero.

### Premios y reconocimientos
- Premio Silver Circle de la National Academy of Television Arts and Sciences,2013.
- Premio Tu Mundo, 2013.[12]
- Premio de Personas por el Trato Ético de los Animales, 2001.[13]
- Premio Génesis de la National Ark Trust Fund, 1999.[13]
- "Defensora del Océano", organización Costa Salvaje, 2012.
- Premio Rubén Salazar de Comunicaciones,  Consejo Nacional de La Raza, 2016.[14]
- Doctorado honoris causa por la Universidad Central de Bayamón, Puerto Rico
- Premio Latinovator de Hispanicize 2018
- Homenaje Honorífico por el Hospital de Investigación para Niños St. Jude, que la reconoce con el 2019 St Jude Hospital Lifetime Achievement Award por su labor filantrópica en pro de niños con cáncer.

## Libros
Arrarás también es reportera de investigación y escritora, autora de varios libros.
En 1997, escribió Selena‘s Secret: The Revealing Story Behind Her Tragic Death (publicado en español como El secreto de Selena: La reveladora historia detrás de su trágica muerte), publicado por Simon & Schuster. El libro es el resultado de su profunda investigación sobre los eventos que llevaron a la muerte de la cantante Selena Quintanilla.
En 2007, Arrarás escribió The Magic Cane (publicado en español como El bastón mágico), una fábula infantil publicada por Scholastic.
En 2009, lanzó Make Your Life Prime Time: How to Have It All Without Losing Your Soul (publicado en español como Vive tu vida Al Rojo Vivo: Secretos para triunfar en todo), publicado por Atria.